# 米蘭·比舍瓦茨
米蘭·比舍瓦茨（1983年8月31日—）是一位塞爾維亞足球運動員。在場上的位置是中後衛。他現在效力於法國足球甲級聯賽球隊里昂足球俱樂部。他也代表塞爾維亞國家足球隊參賽。